# 日本ハワイ移民資料館
日本ハワイ移民資料館（にほんはわいいみんしりょうかん、Museum of Japanese Emigration to Hawaii）は、山口県大島郡周防大島町西屋代にある、官約移民の歴史を紹介する施設である。官約移民歴史コーナーの他に移民達の労働と生活コーナーや映像で紹介するシアタールーム等がある。

## ハワイ移民に関する概略

### 官約・民間によるハワイ移民
日本におけるハワイ移民政策は、1860年に日本の万延元年遣米使節がハワイに寄港した際、カメハメハ4世から労働者供給を請願する親書を信託されたことに始まる。1868年には在日ハワイ領事のユージン・ヴァン・リードが日本人153名を無許可でハワイへ移送し、明治新政権がこれに抗議した結果、1871年に日布修好通商条約が締結された。
ハワイ王国カラカウア王は、1881年（明治14年）に日本の土を踏む最初の外国元首として歓待された。
第1回の移民募集には、予定人数の600人をはるかに超えた28,000人以上の応募があった。そこで選ばれた944人を乗せた「シティー・オブ・トーキョー号」は、1885年（明治18年）2月8日、2週間にわたる船旅を終えホノルルに到着した。数日間検疫などのため移民局の収容所で過ごした移民たちは、3年間の契約労働に従事するため、ハワイ島16ヶ所、マウイ島6ヶ所、カウアイ島6ヶ所、オアフ島1ヶ所、ラナイ島1ヶ所、計30ヶ所のサトウキビ耕地に分かれていった。
1894年に官約移民が廃止された後は、弁護士の星亨らが日本政府に働きかけたことから民間移民会社が認可されることとなった。これにより30社以上の民間移民会社が設立され勢力を誇った。
1985年（昭和60年）には、カラカウア王は、「ハワイ日本人移民の父」としてワイキキ・ゲイトウェイ公園に銅像が建立された。

### 周防大島とハワイ移民
江戸時代中期以降人口増加が著しかった大島郡では、島の限られた土地では生活ができず、伝統的に大工・石工・船乗りなどによる出稼ぎが盛んであった。さらにハワイ移民の話が持ち上がったころには、全国的な不況に自然災害が加わり、大島郡では人々は餓死寸前まで追い込まれていた。こうした事情を知る山口県は、大島郡からの募集に特に力を入れ、郡役所、村役場も大いに努力を傾けた。住民にとっても、ハワイでの好条件は耳よりな話であった。その結果第1回の官約移民では大島郡出身者が全体の約3分の1を占め、官約移民時代を通して約3,900人が大島郡からハワイに渡っている。かつては、「芋喰い島（いもくいじま）」と呼ばれていた大島郡は、こうして「移民の島」として知られるようになった。現在でも、周防大島の住民は、ハワイに親戚を持つ者が数多くいる。
山口県及び大島郡の官約移民年度別統計によれば、1885年（明治18年）～1894年（明治27年）の10年間で26回に亘り移民を送り出しており、全国で29,084人、うち山口県10,424人で大島郡からは、3,914人もの方がハワイへ渡っている。都道府県別では、広島県（11,122人）、山口県（10,424人）、熊本県（4,247人）、福岡県（2,180人）、新潟県（514人）の順である。

## 施設
資料館の建物は、1926年に事業家の福元長右衛門が自宅として建て、1995年に日本ハワイ移民資料館に寄贈されたものである。福元は1897年に16歳でサンフランシスコに渡り貿易事業で成功し、1924年に帰国した。
ハワイに渡り帰ってきた人物の住居を改装した木造2階建ての建物であり、古民家の佇まいを感じさせる。
- シアタールーム（12人収容）
- 官約移民の歴史コーナー
- 移民達の労働と生活コーナー
- 検索コーナー（官約移民約29,000人分のデータ検索）　等

## 交通アクセス
- JR西日本山陽本線大畠駅から大島観光タクシー乗り合いバス奥畑行きで「屋代橋」バス停から徒歩3分
- 自家用車の場合は、周防大島町役場大島庁舎から約1km（大島大橋から約5km）